# Estación de Ségur
La estación de Ségur es una estación de la línea 10 del metro de París situada en el límite de los distritos VII y XV. 

## Historia
La estación fue abierta el 29 de septiembre de 1937.
Debe su nombre a Philippe Henri de Ségur, marqués de Ségur, que fue mariscal de Francia y secretario de estado con Luis XVI. Sin embargo, el apellido se hizo más famoso por la Condesa de Ségur, escritora y nieta política del primero.

## Descripción
Se compone de dos andenes laterales de 75 metros de longitud y de dos vías.
Está diseñada en bóveda elíptica revestida completamente de los clásicos azulejos blancos biselados del metro parisino, con la única excepción del zócalo que es de color marrón. Los paneles publicitarios emplean un fino marco dorado con adornos en la parte superior. 
Su iluminación ha sido renovada empleando el modelo vagues (olas) con estructuras casi adheridas a la bóveda que sobrevuelan ambos andenes proyectando la luz en varias direcciones.
La señalización por su parte usa la tipografía CMP donde el nombre de la estación aparece sobre un fondo de azulejos azules en letras blancas. Por último, los asientos de la estación son rojos, individualizados y de tipo Motte.

## Accesos
La estación dispone de un único acceso situado en la avenida de Suffren.